# Sparkasse Bremen
Die Sparkasse Bremen AG ist eine freie Sparkasse mit Sitz in Bremen. Ihr Geschäftsgebiet ist die Stadtgemeinde Bremen.

## Organisationsstruktur
Die Sparkasse Bremen ist eine Aktiengesellschaft. Alleinaktionär ist der rechtsfähige wirtschaftliche Verein Finanzholding der Sparkasse in Bremen. Organe der Sparkasse sind der Vorstand und der Aufsichtsrat.
Ihr Tätigkeitsfeld umfasst das Privatkundengeschäft, das Private Banking, Firmenkunden-Regionaldirektionen, die mobile Finanzberatung, SB-Center mit 24-Stunden-Service und Filialen. Das Corporate-Finance-Team berät Existenzgründer sowie Unternehmen bei der Eigenkapitalfinanzierung und der Vergabe öffentlicher Mittel. Auch auf dem Gebiet der erneuerbaren Energien hat sich die Sparkasse Bremen seit den 2000er Jahren nach eigenen Angaben eine Kompetenz erarbeitet. 1990 begann die Sparkasse Bremen erste Windkraftanlagen zu finanzieren.

### Beschäftigte
2024 beschäftigte die Sparkasse Bremen 1.286 Mitarbeiter, davon rund 100 Auszubildende.

### Beteiligungen
Beteiligungsbesitz der Sparkasse Bremen an anderen Unternehmen, soweit er nicht von untergeordneter Bedeutung ist. (Ende 2023 in %)
- Bremer Wolle Beteiligungsgesellschaft mbH, Bremen, 100 %
- Bürgschaftsbank Bremen GmbH, Bremen, 10,7 %
- Deka Anteilseigner GmbH, Neuhardenberg, 0,6 %
- Deka Erwerbsgesellschaft mbH & Co. KG, Neuhardenberg, 0,5 %
- Deutsche Sparkassen Leasing AG & Co. KG, Bad Homburg, 0,7 %
- Erwerbsgesellschaft der S-Finanzgruppe mbH & Co. KG, Berlin, 1,1 %
- Freie Sparkassen Beteiligungsgesellschaft mbH, Bremen, 14,2 %
- Get Capital AG, Mönchengladbach 75 %

- GEWOBA Aktiengesellschaft Wohnen und Bauen, Bremen, 21,7 %
- GEWOSIE Wohnungsbaugenossenschaft Bremen-Nord e.G., Bremen, 0,9 %
- Hanseatischer Sparkassen- und Giroverband, Hamburg, 20,6 %
- neue leben Holding AG, Hamburg, 7,8 %
- neue leben Pensionskasse AG, Hamburg, 8,0 %
- nwd nordwest Dienstleistungsgesellschaft der Sparkasse Bremen mbH, Bremen, 100 %
- nwk nordwest Kapitalbeteiligungsgesellschaft der Sparkasse Bremen mbH, Bremen, 100 %
- nwu nordwest Unternehmensbeteiligungsgesellschaft der Sparkasse Bremen mbH, 100 %
- Sachwert Invest GmbH, Bremen, 100 %
- SCHUFA Holding AG, Wiesbaden, 0,9 %
- S-International Niedersachsen Bremen GmbH & Co.KG, Bremen, 30,9 %
- S-Kundenservice GmbH, 100 %
- smanet GmbH, Bremen, 100 %
- Smavesto GmbH, Bremen, 100 %
- Sparkasse Bremen flexi GmbH, Bremen, 100 %
- Sparkasse Immobilien Bremen GmbH, Bremen, 100 %
- Sparkassen Campus Bremen GmbH & Co. KG, Bremen, 100 %
- ÜberseeHub GmbH, 100 %
- ZOBA Service & IT GmbH, Bremen, 100 %

Beteiligungen der Sparkasse Bremen AG an großen Kapitalgesellschaften sowie Anteil
an Kreditinstituten und Versicherungsunternehmen, die fünf vom Hundert der Kapitalstimmrechte überschreiten:
- Bürgschaftsbank Bremen GmbH, Bremen
- GEWOBA Aktiengesellschaft Wohnen und Bauen, Bremen
- neue leben Holding AG, Hamburg
- neue leben Pensionskasse AG, Hamburg

## Geschäftsmodell
Die Sparkasse Bremen betreibt als Sparkasse das Universalbankgeschäft.
Sie ist Marktführer in ihrem Geschäftsgebiet. Mit einer Bilanzsumme von rund 15,1 Milliarden Euro gehört die Sparkasse Bremen nach Angaben der DSGV-Sparkassenrankliste 2020 zu den größten der knapp 400 Sparkassen in Deutschland.
In der Stadt Bremen betrieb die Sparkasse 2024 insgesamt 60 Geschäftsstellen (inkl. Stadtteilfilialen).

## Geschichte

### Gründung von 1825

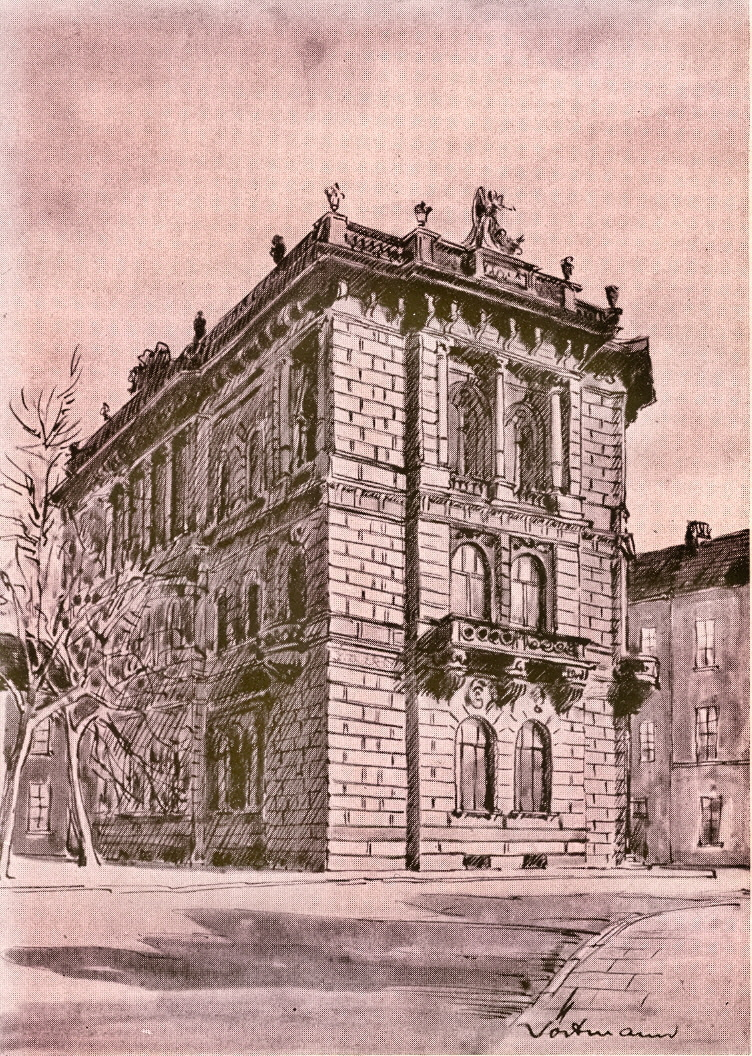
Sparkasse Bremen
Drittes Geschäftsgebäude
Obernstraße/Ecke Papenstraße
Nutzung: Von 1882 bis 1906

Im letzten Viertel des 18. Jahrhunderts setzt eine Welle von Sparkassengründungen ein, die sich am Anfang des 19. Jh. fortsetzt. 1801 entstand die erste kommunale Sparkasse. Ratsherr Johann Smidt sprach sich 1800 dafür aus eine Sparkasse in Bremen zu gründen:

„Warum folgen wir nicht dem Beispiel mehrerer unserer benachbarten Städte, z.B. Hamburg und Oldenburg…“

Bereits 1817 war die Bremer Discontokasse geschaffen worden, Vorläuferin der Bremer Bank. Nachdem man sich über bereits bestehende Einrichtungen informiert hatte, schlug der Senat der Bürgerschaft 1821 die Gründung einer Sparkasse vor. Der Streit über die Mitspracherechte verschleppte das Verfahren. Die Sparkasse Bremen wurde schließlich am 23. Juni 1825 auf Initiative des damaligen Bürgermeisters Simon Hermann Nonnen errichtet. Unter den 96 Gründungsmitgliedern fanden sich drei Bürgermeister, 16 Senatoren, 14 führende Kaufleute und weitere namhafte Bürger der Freien Hansestadt Bremen. Der Senat erkannte den Zusammenschluss als rechtsfähigen Verein an und genehmigte die Satzung. Am 11. Juli 1825 eröffnete die erste Filiale. Am ersten Tag wurden 2.027 Taler und 7 Grote auf 52 Sparbücher eingezahlt und der erste Sparer war der Astronom Wilhelm Olbers.
Im ersten 12-köpfigen Gründungsdirektorium der „Spar = Kasse“ befanden sich Bürgermeister Nonnen sowie u. a. Bürgermeister Smidt, Senator Franz Friedrich Droste jun., der Kaufmann Johann Caspar Imhorst und der Ältermann Bolte. Nun wurden die „Grundgesetze der in Bremen im Jahre 1825 errichteten Spar = Kasse“ erlassen und als erste „Inspektoren der Sparkasse“ (heute so viel wie Aufsichtsratsvorsitzender) Bürgermeister Smidt und Senator Schumacher ernannt.
In der Alten Börse zwischen Unser-Lieben-Frauen-Kirchhof und der Obernstraße vor der Liebfrauenkirche befand sich das erste „Comptoir“ der Sparkasse, nur ein einziger Raum. Einmal in der Woche am Montag war für 2 bis 3 Stunden geöffnet. Für die unteren Bevölkerungsschichten war diese gemeinnützige Einrichtung gedacht. Die Zahl der „Aktionisten“ (ab 1875 Mitglieder) und „Einleger“ – bestehend aus „Vormündern, Curatoren … und fleißigen und ordentlichen Hausvätern und Hausmüttern“ und die Höhe der Gesamteinlagen nahm stetig zu. 1830 hatten von den damals 30.000 Bremer Bürgern schon 4.000 ein Guthaben von insgesamt 330.000 Talern, also 1 Mio. Mark.
1837 benötigte man weitere Räume in und um der Alten Börse. 1840 belief sich das Sparguthaben auf 1 Mio. Taler für 13.000 Kunden. Montags wurde nun ein- und donnerstags ausgezahlt. Ab 1847 konnten dann auch am Samstagabend kleinere Einzahlungen getätigt werden. Im „Regulatif“ stand: „Auf keinen Fall darf über 2 ½ Rthlr. in einer Einlage angenommen werden.“
In der ersten Hälfte des 19. Jh. waren fast nur ehrenamtliche Mitarbeiter für die Sparkassen tätig. 1842 wurde erstmals ein Mitglied der Verwaltung – der „kassenführende“ Direktor J. C. Imhorst für seine Arbeit mit 1.200 Talern pro Jahr honoriert. Imhorst war bis 1854 die treibende Kraft. Er stellte die Geldverwaltung von Folianten auf ein loses Kontenblattsystem um; erstmals in Deutschland für viele Jahre.
Um die 2 bis 3 % Zinsen wurden bis etwa 1918 gewährt. Erst dann erhöhten sich die Zinsen auf 3 bis 4 %.
Eine Anlagegrenze von 250 Talern und ab 1839 von 500 Talern war vorgesehen und nur bei Vormündern und Vermögensverwaltern waren größere Beträge erlaubt, aber selten üblich.
1845 zog die Sparkasse in die Obernstraße 11 (heute 17–19) in gemietete Räume um und sie erwarb das Haus 1853.

### Reifejahre von 1848 bis 1882

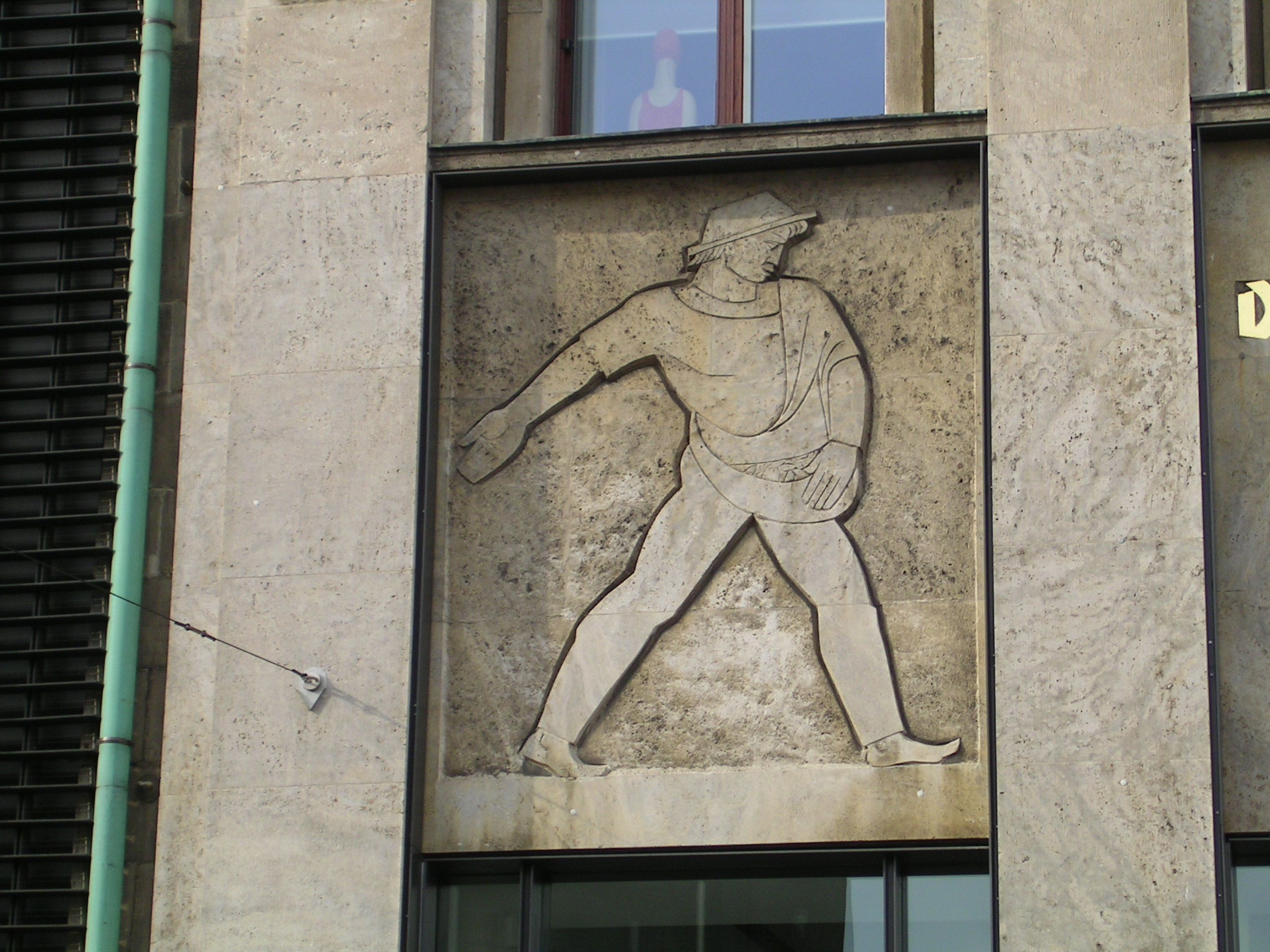
Fassadendetail

Im Revolutionsjahr 1848 hoben die Sparer in großem Umfang ihre Gelder ab. Die größte Krise in den ersten hundert Jahren konnte mühevoll überstanden werden und der Reservefonds wurde deutlich erhöht. Trotz der Krise entwickelte sich die Sparkasse nun zur Großsparkasse. Die Konkurrenz aber nahm zu durch die „Neue Sparcasse“ (1852) und durch die Sparkassen im Umland (Vegesack 1853, Lesum 1859, Blumenthal 1866 und Hemelingen 1887).
1872 konnte ein Einlagebestand von 6,1 Mio. Talern verzeichnet werden. Von 1845 bis 1900 verdreifachte sich die Bevölkerung in Bremen von 53.156 auf 161.184 Bürger. In der Gründerzeit fand zudem eine Belebung der Wirtschaft statt. Es entstanden viele neue Firmen, so der Norddeutsche Lloyd und die Brauerei Hacke-Beck. Wohnungs- und Gewerbebauten entstanden. Der Zulauf bei der Sparkasse nahm erheblich zu.
1875 wurden Georg Heinrich Claussen und B. Kirchner Direktoren der Sparkasse. Sie reformierten die Sparkasse grundlegend. Die Sparkasse wurde nunmehr auch täglich geöffnet. Auf der Grundlage des neuen Handelsgesetzbuches veränderte sich die Sparkasse von einer Aktiengesellschaft zu einer Anstalt des öffentlichen Rechts. Der Verwaltungsrat aus 12 bis 14 Mitgliedern unter Vorsitz von Richter D.J. Klugkist kontrolliert das Direktorium bzw. ab 1899 den Vorstand, der die Geschäfte leitete. Drei Nebenstellen entstanden 1876 im Westen, Süden und Osten der Stadt. Um 1900 gab es bereits sieben und 1911 schon 11 Nebenstellen.

### Entwicklung zur Großsparkasse von 1882 bis 1918

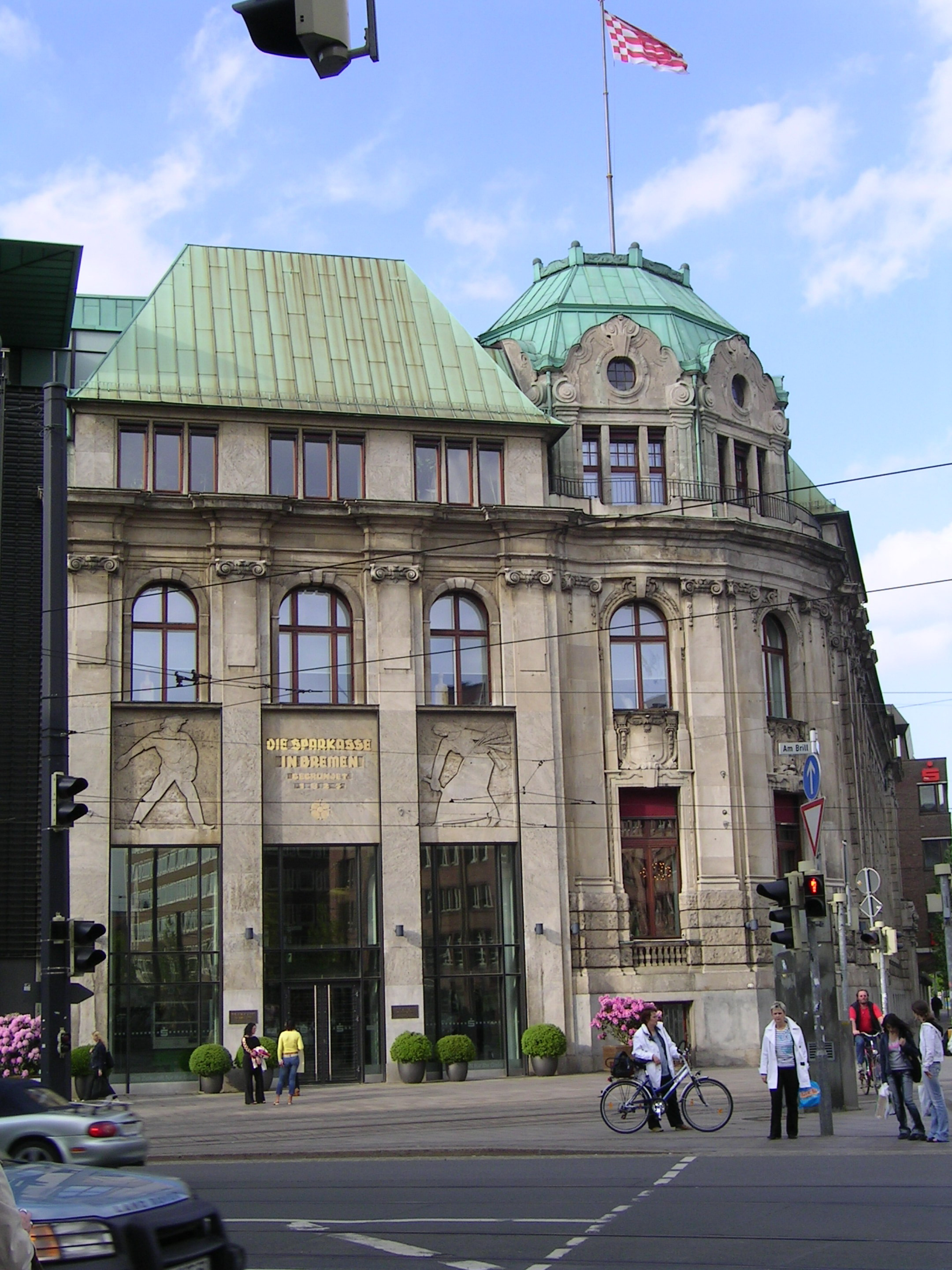
Ehem. Sparkasse am Brill
Viertes Hauptgebäude ab 1906

1882 wurde das von dem Architekten Johann Georg Poppe geplante Hauptgebäude der Sparkasse an der Obernstraße/Ecke Papenstraße eingeweiht.
Zum „Zweck weniger bemittelten Einwohnern Bremens billige, gesunde, gut eingerichtete, das Familienleben fördernde Wohnungen“ zu beschaffen gründete sich der „Gemeinnützige Bremer Bauverein“ und die Sparkasse war Mitgründer. Das „kleine Bremer Haus“ für den „kleinen Mann“ entwickelte und förderte der Verein.
Sparbüchsen, Schulsparen, Sparmarken, Zwecksparen, Mündelsparbücher, Prämiensparen und Kontrollmarken waren die neuen Begriffe der Zeit im ausgehenden 19. Jahrhundert. Girokonten hingegen gab es bei der Sparkasse erst ab 1920. In den 1920er Jahren lauten die Begriffe dann: Bankgeschäft, Anlagepolitik, Passiv- und Aktivgeschäft, Personalkredit, Realkredit, Hypothekarkredit, Kommunalkredit, Amortisationshypothek.
Die gemeinnützige Sparkasse war Spender für bremische Einrichtungen wie Bürgerpark, Kinderkrankenhaus, Willehadhaus, Diakonissenanstalt, St. Joseph-Stift, Ellener Hof, Taubstummenanstalt, Knabenheime, Frauenerwerbsverein, Kaufmänner Verein „Union“, Verein Vorwärts, Volksbildungsverein, öffentliche Bäder, „Nonnenstiftung“ für Bürgertöchter, Überseemuseum, Volksbibliothek, Stephanigemeinde etc.
Die seit 1899 „mündelsichere“ Sparkasse entwickelte sich bis 1914 rasant. Zur Jahrhundertwende gab es 140.000 und zum Beginn des Ersten Weltkrieges 210.000 Sparkonten bei nunmehr 250.000 Einwohnern. Die Gesamteinlagen stiegen im selben Zeitraum von 75 auf 139 Mio. Mark, davon 83 % der Konten mit weniger als 1.000 Mark. 69 Bankbeamte verwalteten das Geld. Ende 1918 verwahrte man 207 Mio. Mark als Einlagen, aber belastete die Sparkasse mit 124 Mio. Mark Kriegsanleihen, davon 67 Mio. Mark auf eigene Rechnung. Die Sparkasse des „kleinen Mannes“ vertrat nun die patriotische Stimmung des Großbürgertums.
Der Berliner Architekt Wilhelm Martens plante für die Sparkasse das historisierende Gebäude Sparkasse am Brill. Die Einweihung fand 1906 statt. Kaiser Wilhelm II. besichtigte 1907 den repräsentativen Neubau mit seinen Stilelementen aus Barock, Renaissance und Jugendstil.

### Zwischen den Kriegen
1919 eröffnete die Sparkasse wieder alle kriegsbedingt geschlossenen Nebenstellen.
Das Girokonto mit dem bargeldlosen Zahlungsverkehr wurde eingeführt. Ende 1920 gab es 403 Girokonten mit 1,6 Mio. Mark Volumen, welches bis 1930 auf 13 Mio. Reichsmark (RM) stieg. Das Wertpapiervolumen belief sich 1921 auf 9,2 Mio. Mark. Nun waren schon 112 Mitarbeiter erforderlich.
Dann brachte die Inflation erhebliche Unordnung in das System. Bilanzen in Höhe von 1 Mrd. (1922) und 667 Trillionen Mark (1923) zeigten nicht an, welche realen Werte diesen Zahlen gegenüberstanden. Nach Einführung der Reichsmark stabilisierte sich das Geschäft.
1923 unterstellte man sich der 1889 aufgegebenen Aufsicht durch das Land Bremen, um als Börsen- und Devisenbank und für Auslandsgeschäfte zugelassen zu werden. Es folgte 1923 die Übernahme der Neuen Sparcasse; man war nun der unangefochtene Platzhirsch in Bremen als Mitglied im Deutschen Sparkassen- und Giroverband (1924). 1929 entstand die Bausparkasse, die 1939 ca. 6.000 Bausparer hatte und 23 Mio. RM Vertragsvolumen verzeichnete und für 80 Mio. RM vergab man Hypotheken.
1930 gab es 176.000 Sparkonten mit 124 Mio. RM als Einlagen, die in der Zentrale und in 23 Nebenstellen verwaltet wurden. Die Aufgaben bewältigten 220 Mitarbeiter und 1934 waren es 286 Mitarbeiter.
Nach 1933 arrangierte man sich mit den Nationalsozialisten. Am Geschäftsbetrieb änderte das aber wenig. Kleinkredite wurden vergeben, der Giroverkehr weitete sich aus, die Jugend wurde zum Sparen erzogen, die Bausparkasse war im Aufwind. 1940 verwaltete man 285 Mio. RM Sparvermögen. An das Hauptgebäude fügte man 1935 einen Anbau. Durch die Eingemeindungen von 1939 kamen die Sparkassen von Hemelingen, von Achim und in Bremen-Nord von Blumenthal, Vegesack, Aumund, Lesum sowie weitere Nebenstellen zur Sparkasse Bremen. Und wie schon zum Ersten Weltkrieg musste auch für den Zweiten Weltkrieg die Sparkasse beträchtliche Finanzmittel aufbringen.

### Nach dem Zweiten Weltkrieg

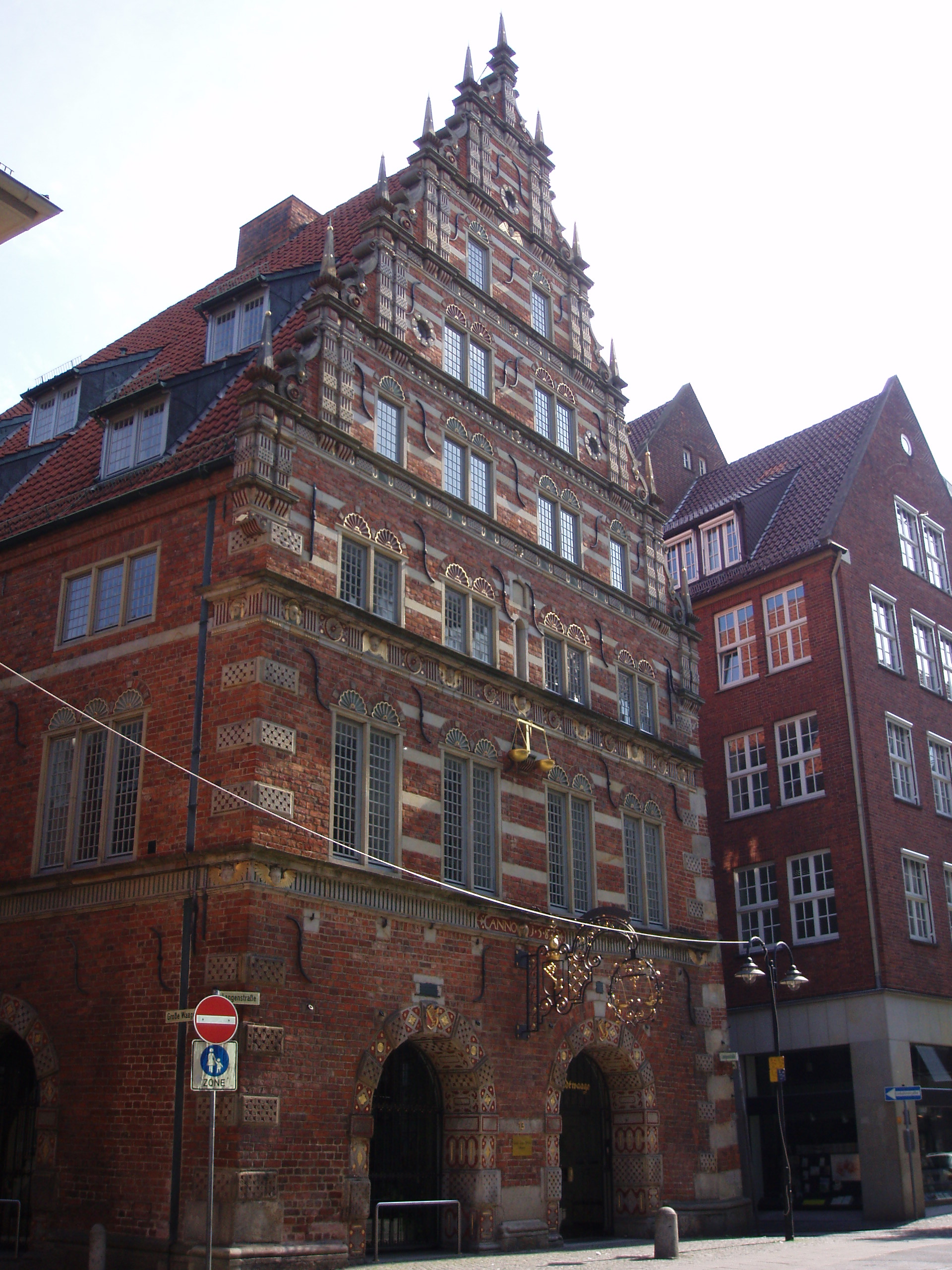
Sparkassenfiliale in der Stadtwaage

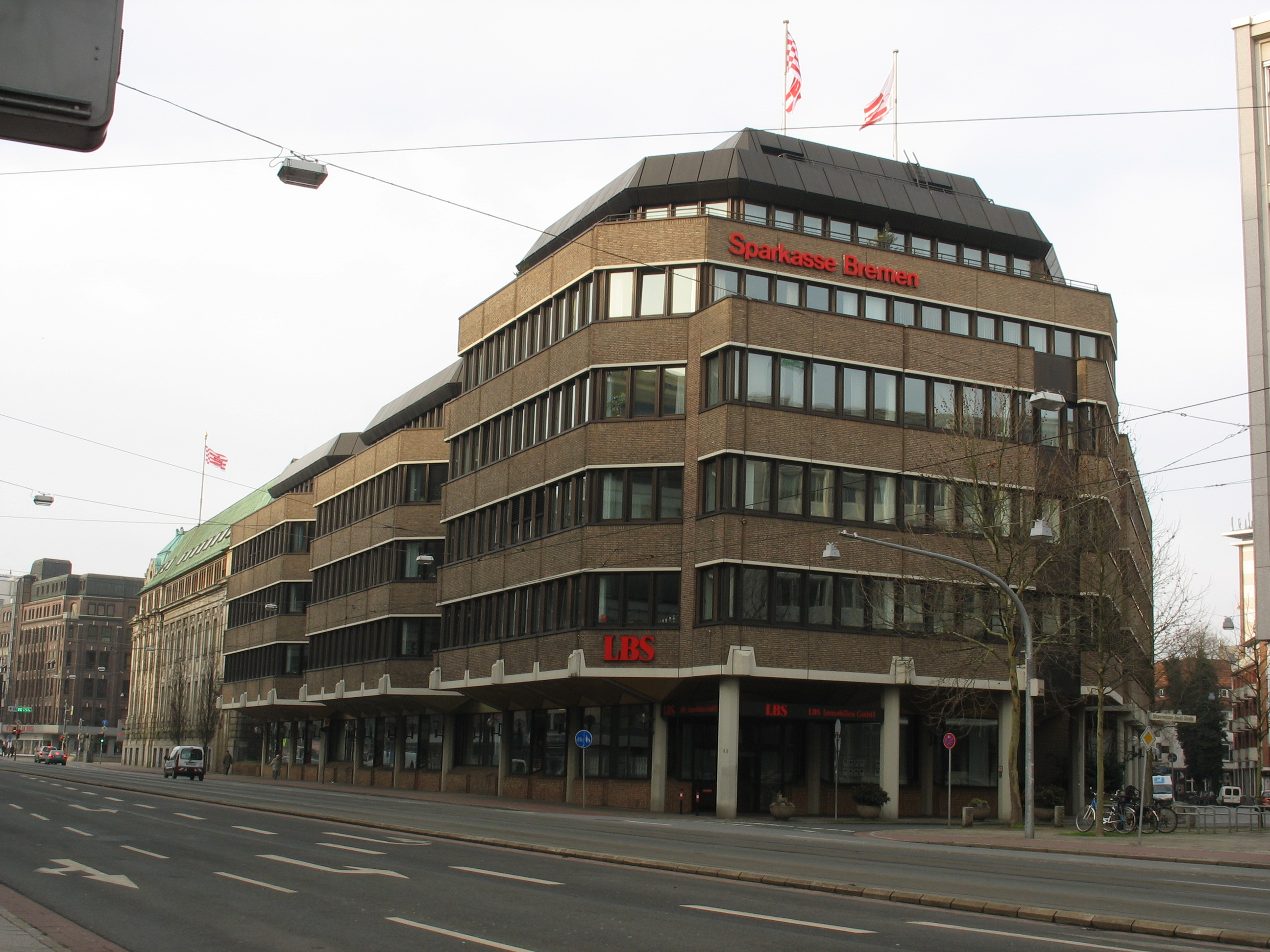
Hauptstelle: Anbau von 1980

Nach 1945 wurde unter primitiven Bedingungen der Betrieb wieder aufgenommen. Der Senat verzichtete auf seine Aufsichtsrechte zugunsten der Mitgliederversammlung. Bremen baute wieder auf. Mobile Sparkassen vertraten die zerstörten Nebenstellen. Bis 1973 waren 84 alte und neue Nebenstellen wieder im Betrieb. Zur Filiale auf dem Marktplatz wurde das Haus der Sparkasse.
Neue Sparformen etablierten sich, alte Geschäftsformen entwickelten sich: Neues Versicherungssparen, lebhaftes Bausparen, beliebtes Prämiensparen, wachsender Wertpapierhandel und expandierenden Außenhandel im Exportwirtschaftswunderland.
Die Sparkasse mit Scheckkarte (1967) und EDV (1970) war im Aufbruch zur modernen Universalbank mit einer Bilanzsumme von 2,7 Mrd. DM und nunmehr rund 1,1 Mio. Konten, die von 2.000 Mitarbeiter verwaltet wurden. 1975 war die Sparkasse mit einem Bilanzvolumen von 4,3 Mrd. DM das größte Kreditinstitut in Bremen.
In den 1980er Jahren kamen die Ś-Card, das Ś-Invest, der Ś-Schulservice, das Ś-Berufsanfänger-Startset und wie schon früher mal der Jugend-Club (1983) sowie der „KNAX-Kinderclub“.
Spenden der Sparkasse fanden Verwendung für soziale, kulturelle, karitative und umweltbezogene Einrichtungen und Zwecke wie Wilhelm Kaisen Bürgerhilfe, Müttergenesungswerk, Bürgerpark, Rhododendron-Park, Übersee- und Fockemuseum.

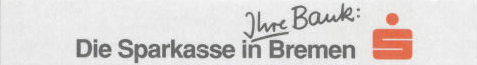
Logo bis ca. Mai 1996

Die Sparkasse baute, wie viele in Bremen. Am Markt entstand bis 1958 die Filiale mit der Rokoko-Fassade vom zerstörten Pflügerschen Haus an der Schlachte 31B. Das Renaissance-Gebäude, die Stadtwaage an der Langenstraße, wurde von 1959 bis 1961 restauriert. Die Strandlust Vegesack als Eigentum der inzwischen integrierten Sparkasse Vegesack wurde erweitert und modernisiert. Schließlich musste die Zentrale um einen von dem Architekten Gerhard Müller-Menckens geplanten Anbau von 1978 bis 1980 erweitert werden. 1988 erwarb die Sparkasse die Böttcherstraße, um einen Ausverkauf an fremde Investoren zu verhindern.
Neue Technologien für Online-Verbund, Daten, Kommunikation und Service waren die Entwicklung der 1980er Jahre für eine erweiterte Produktpalette.
Ab 1989 half im Zuge der Wiedervereinigung Bremen seiner Partnerstadt Rostock, die Sparkassen beider Städte schlossen einen Kooperationsvertrag und tauschten „Know-how“ aus.

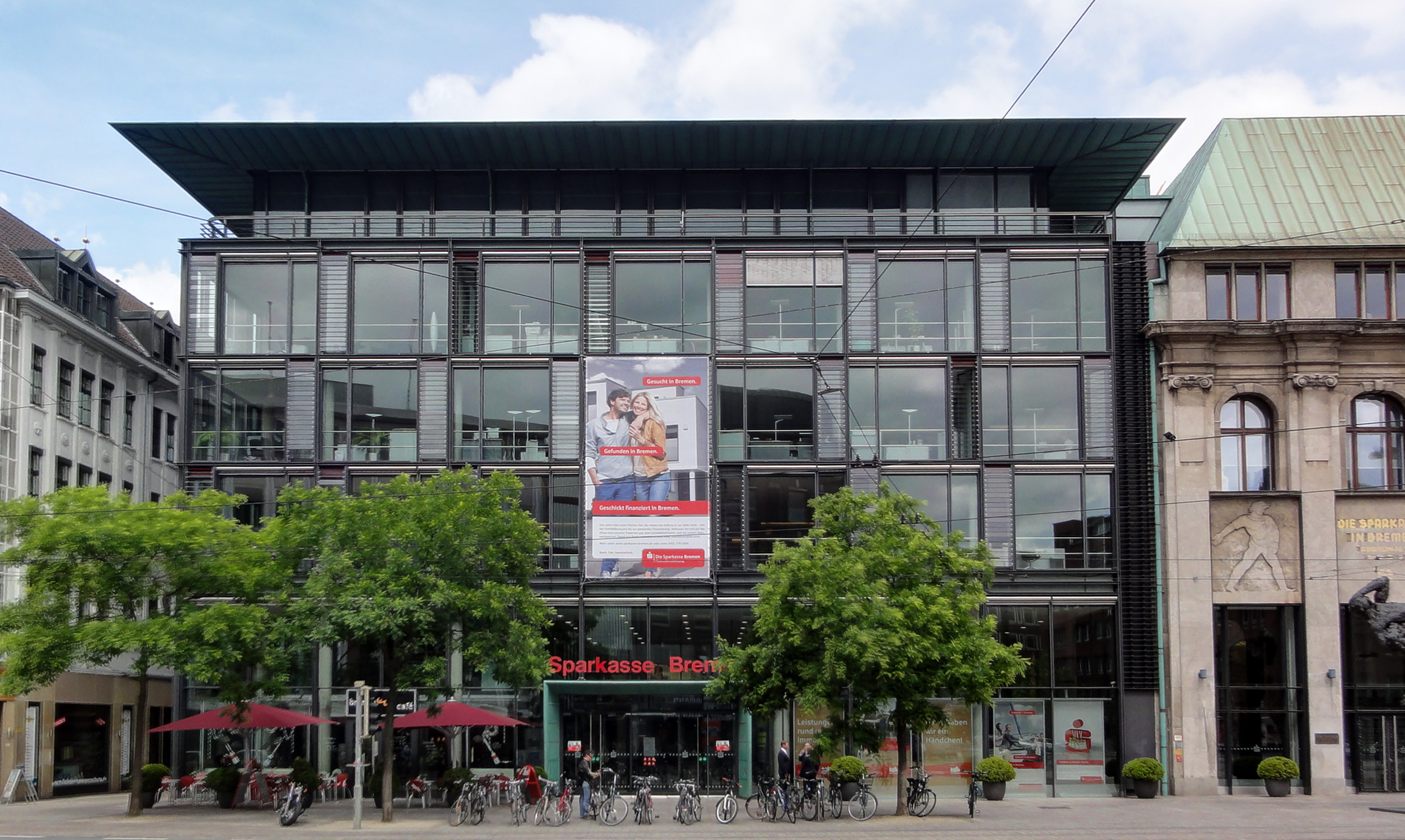
Neubau von 2001

Die Bilanzsumme erreichte 1989 die 10 Mrd. DM-Grenze. Sie verdoppelte sich zur Jahrtausendwende auf 20. Mrd. DM. Nun gab es 2.307 Beschäftigte. Die großen Geschäfte kamen, aber der „kleine“ Sparer blieb, denn rund 50 % aller Sparkonten wiesen 1992 ein Guthaben von weniger als 1.000 DM (entsprechend etwa 500 Euro) aus.

### Nach der Jahrtausendwende
Nach Plänen der Architekten Harm Haslob und Peter Hartlich entstand 2001 Am Brill eine neue Halle mit integrierten Café an Stelle eines Teils des Hauptgebäudes.
Im September 2004 gliederte der Verein sein operatives Geschäft auf die neu gegründete Aktiengesellschaft Die Sparkasse Bremen AG aus, welche das Bankgeschäft unverändert fortführt. Der wirtschaftliche Verein Die Sparkasse in Bremen firmiert nunmehr als Finanzholding der Sparkasse in Bremen.
Seit November 2020 befindet sich der Hauptsitz der Sparkasse Bremen in einem Neubau nach Plänen des Bremer Büros Schröder Architekten im Technologiepark der Universität Bremen, mit 13.800 m² Nutzfläche für bis zu 600 Mitarbeiter. Der historische Standort am Brill wurde 2020 verkauft.

## Die Führungsebene

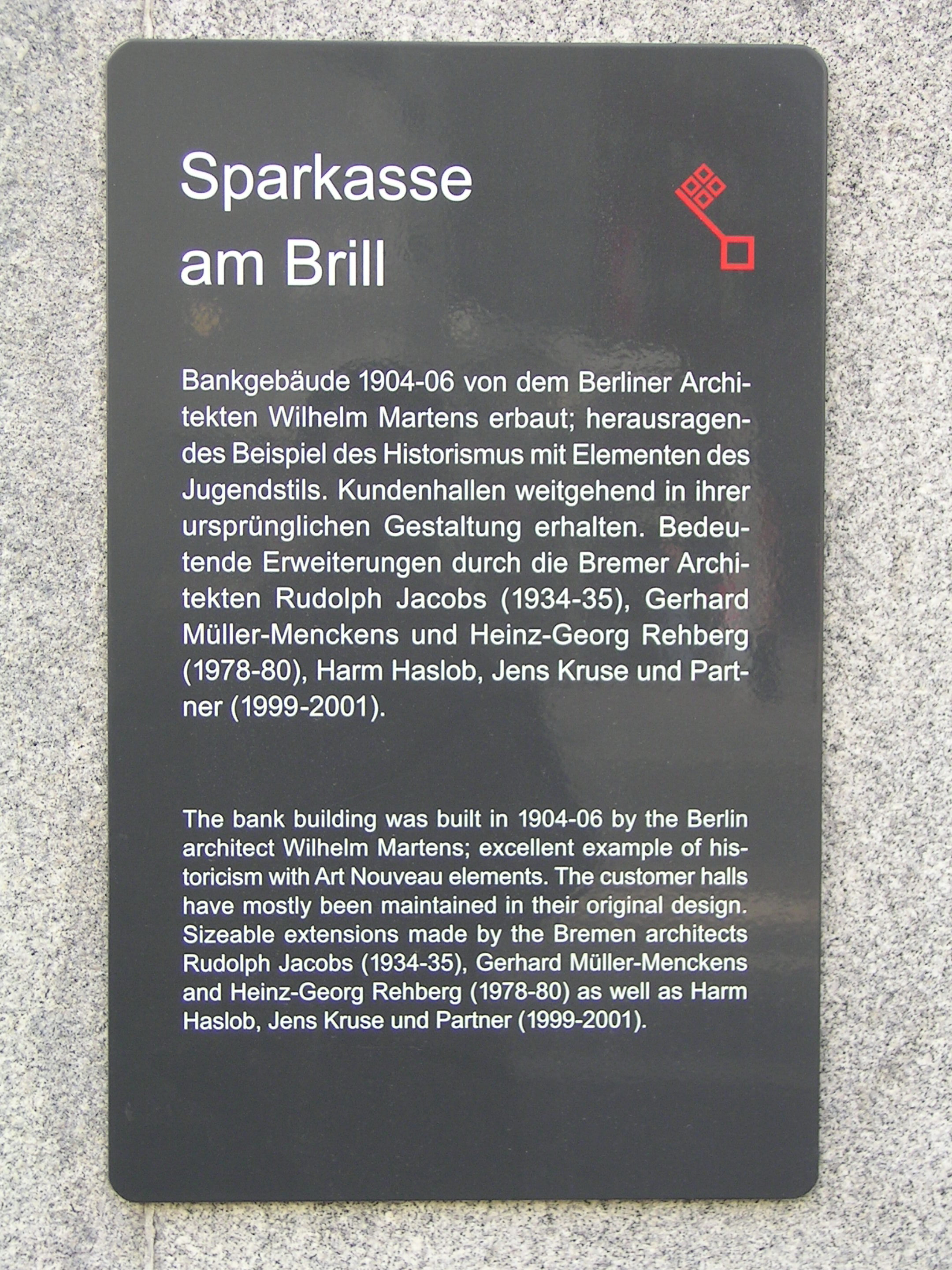
Info-Platte am Hauptgebäude

### Direktion oder Direktoren
- Direktorium:

1834–1854: Johann Caspar Imhorst;
1855–1875: Werner Ellerhorst;
1875–1898: Georg Heinrich Claussen;
1875–1895: B. Kirchner
- Ausgewählte ehemalige Vorstandsmitglieder:

1895–1909: H.J. Lampe;
1898–1919: K.H. Wolff;
1909–1931: J.L. Ruyter;
1920–1922: C. Kauffeld;
1922–1931: Hermann Wenhold;
1932–1945: Fritz Kellner;
1932–1936: H. Krause;
1937–1945: Oskar Lüpke,
1945–1960: Emil Richter;
1945–1953: Willi (Willy) Hundt;
1950–1952: J. Asche;
1952–1954: F. Meyerhoff;
1953–1972: Kurt Vesper;
1955–1958: F. Selchert;
1959–1970: Adolf Spelsberg;
1969–1971: Willy Lemke;
1971–1983: Rolf Speckmann;
1971–1995: Friedrich Rebers;
1971–1997: H. Frick;
1981–1997: Ulrich Nölle;
1991–1997: Horst Schöfisch;
1997–2001: Thomas Christian Buchbinder;
1993–2003: Herbert Wieneke;
2001–2004: Walter Kleine;
1996–2006: Hermann Tepe;
1993–2009: Jürgen Oltmann;
2005–2010: Klaus Schöniger;
2001–2020: Heiko Staroßom
Aktuelle Vorstandsmitglieder, Stand Dezember 2024:
- Dr. Tim Nesemann, Vorsitzender des Vorstandes (Mitglied des Vorstandes seit 2005, Vorsitzender des Vorstandes seit 2009)
- Klaus Windheuser (Mitglied des Vorstandes seit 2020)
- Pranjal Kothari (Mitglied des Vorstandes seit 2020)

Seit 2024 ist Dr. Sonja Kastin Generalbevollmächtigte der Sparkasse Bremen.
Vorsitzer des Verwaltungsrates

Zu den gewählten Vorsitzern gehörten: D. J. Klugkist, ab 1879 Christoph Hellwig Papendieck, F. Mohr, Konsul Friedrich Achelis, ab 1917 Senator Heinrich Bömers, R. H. Schmidt, die Bürgermeister Wilhelm Kaisen, ab 1970 Hans Koschnick, ab 1994 Bernd Hockemeyer, ab 2003 Lutz H. Peper, ab 2005 Gerhard Harder, ab 2014 Otto Lamotte und seit 2021 Ulrich Emde.